# Hetzdorf (Halsbrücke)
Hetzdorf ist ein Ortsteil der Gemeinde Halsbrücke im Landkreis Mittelsachsen. Er wurde am 1. März 1994 nach Niederschöna eingemeindet und kam mit diesem am 1. Januar 2006 zur Gemeinde Halsbrücke. Zum Ortsteil Hetzdorf gehören die Gemeindeteile Wüsthetzdorf, Neuwüsthetzdorf, Hutha und Herrndorf.

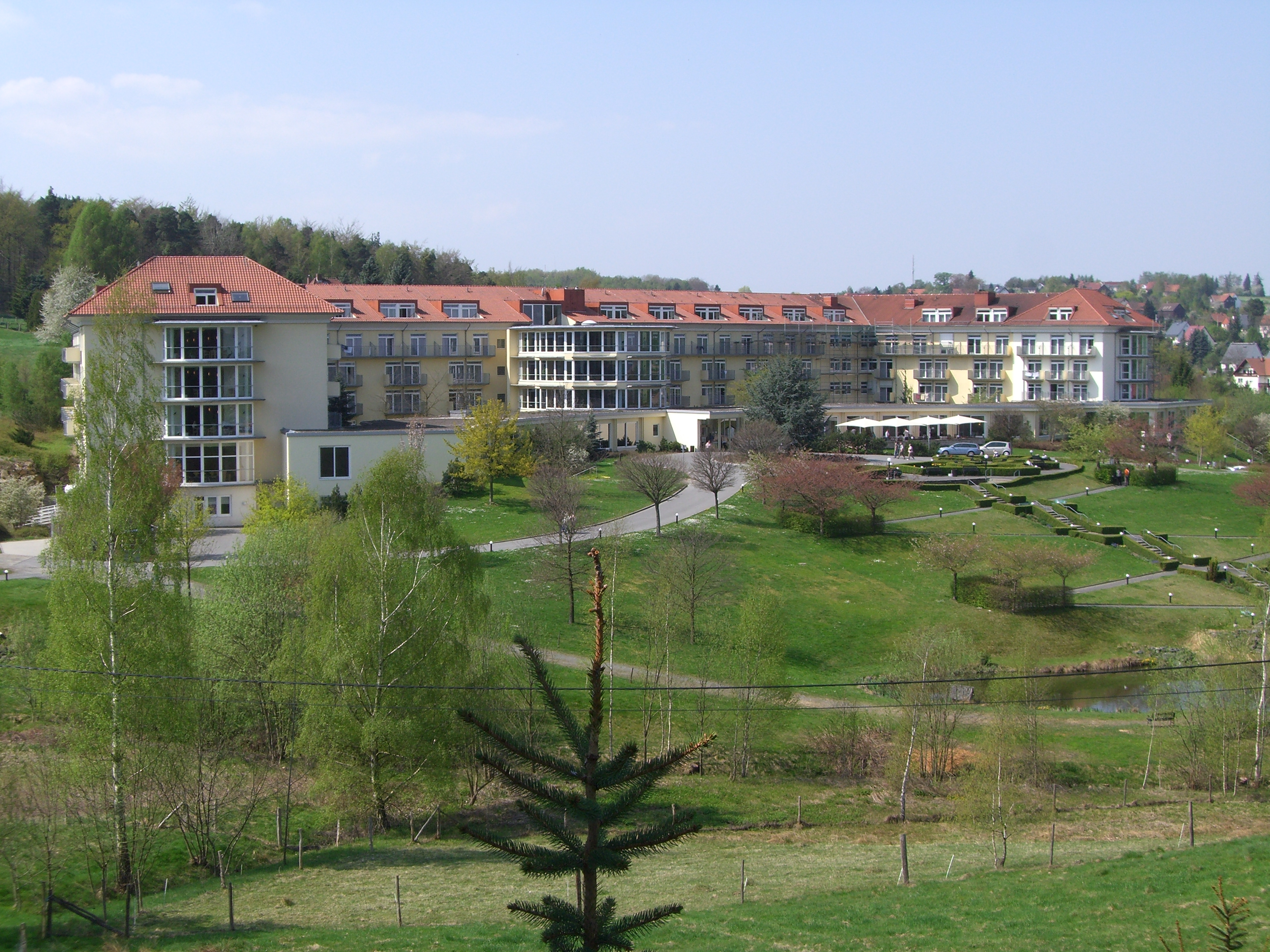
Klinik am Tharandter Wald

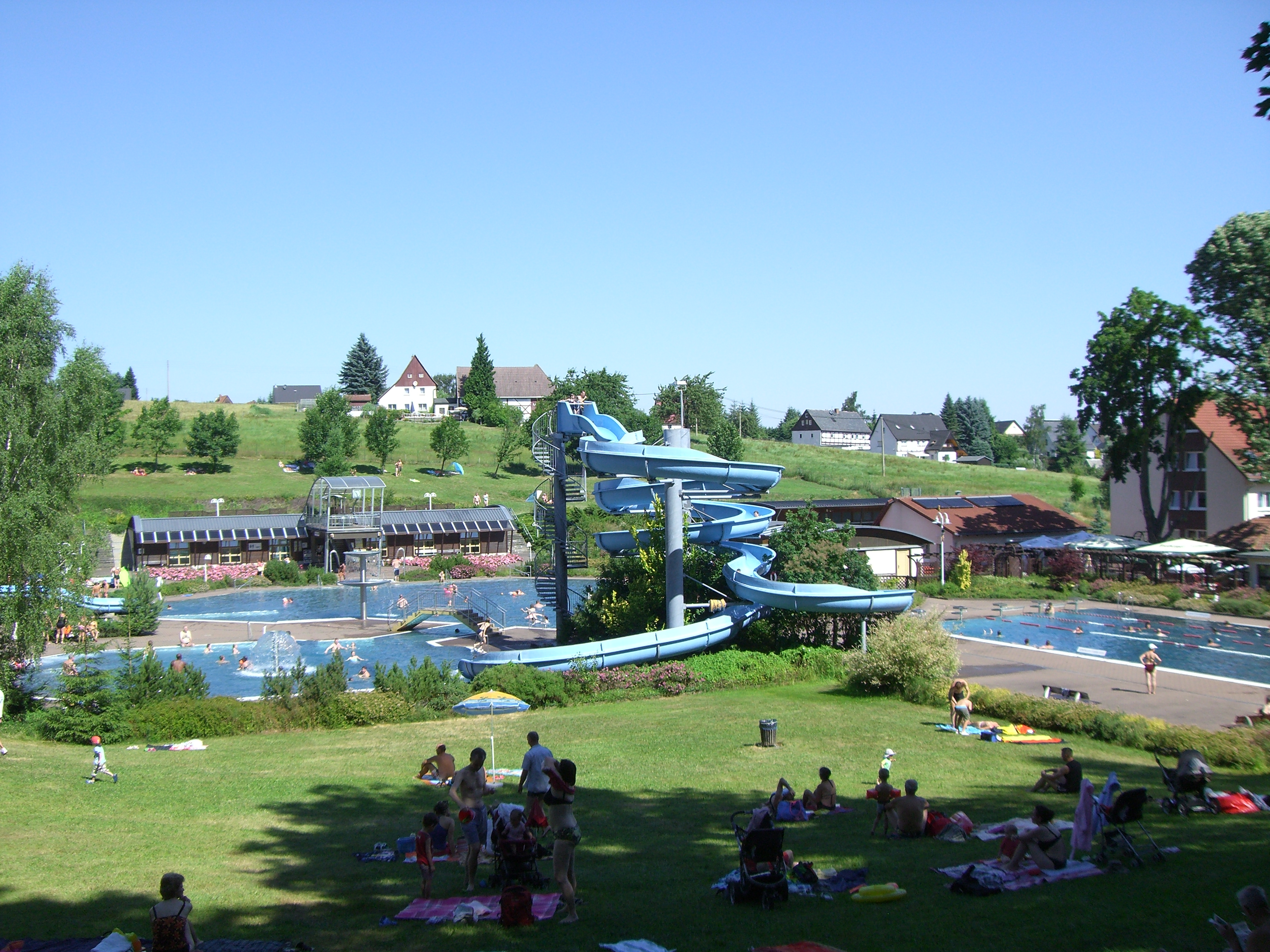
Freizeit- und Erlebnisbad „Sumpfmühle“

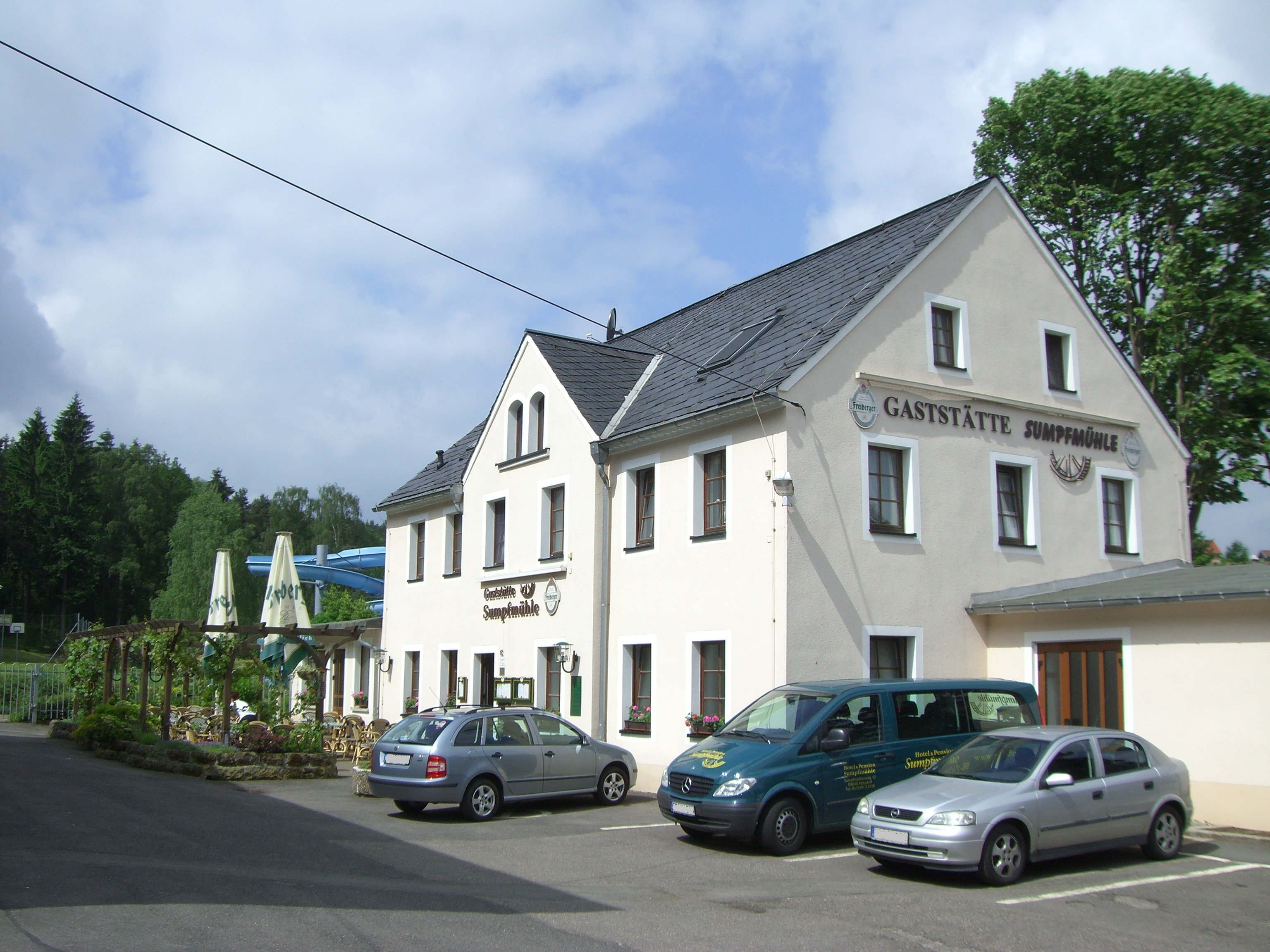
Sumpfmühle

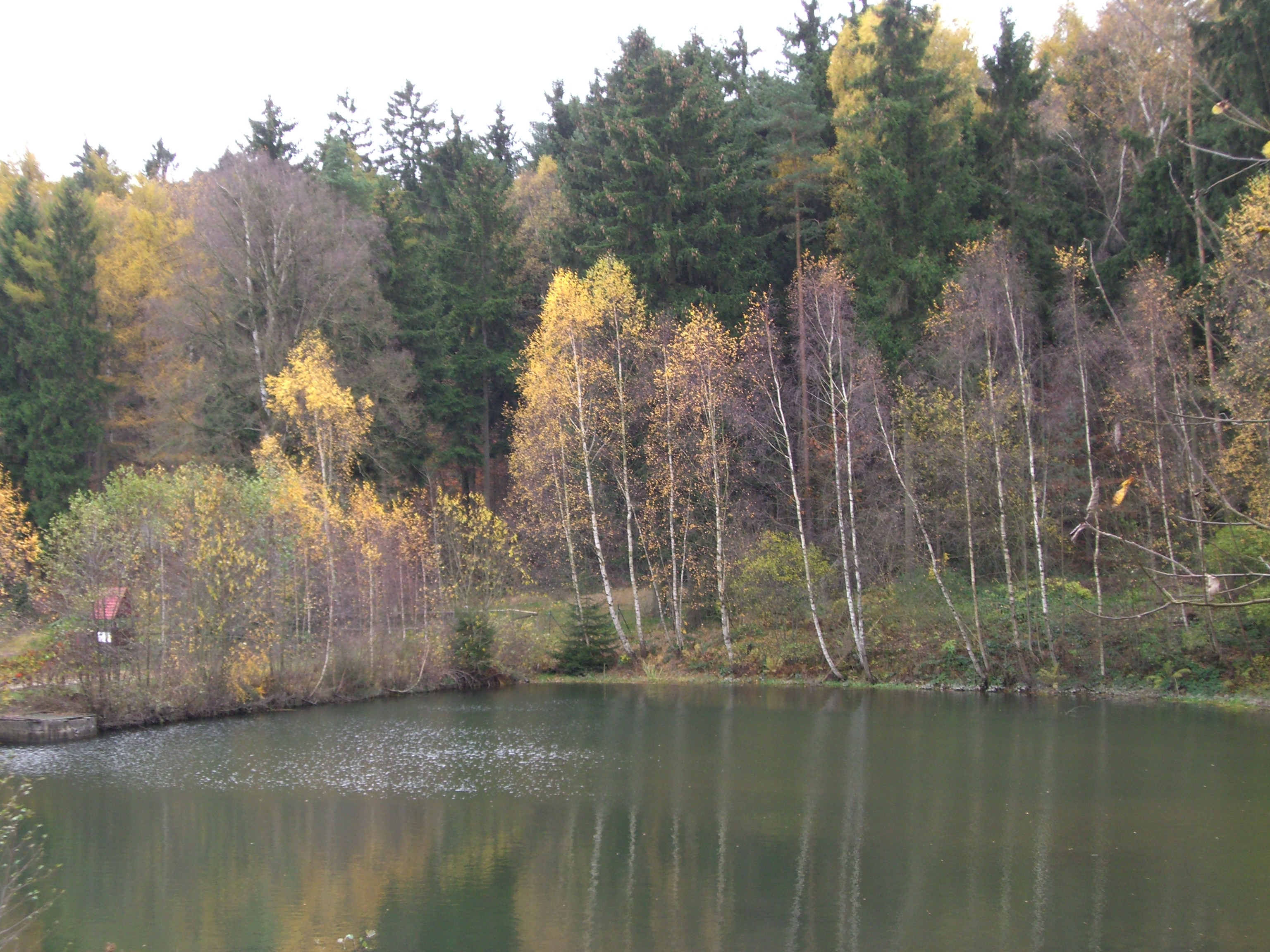
Hetzdorf, Teich oberhalb des Bades

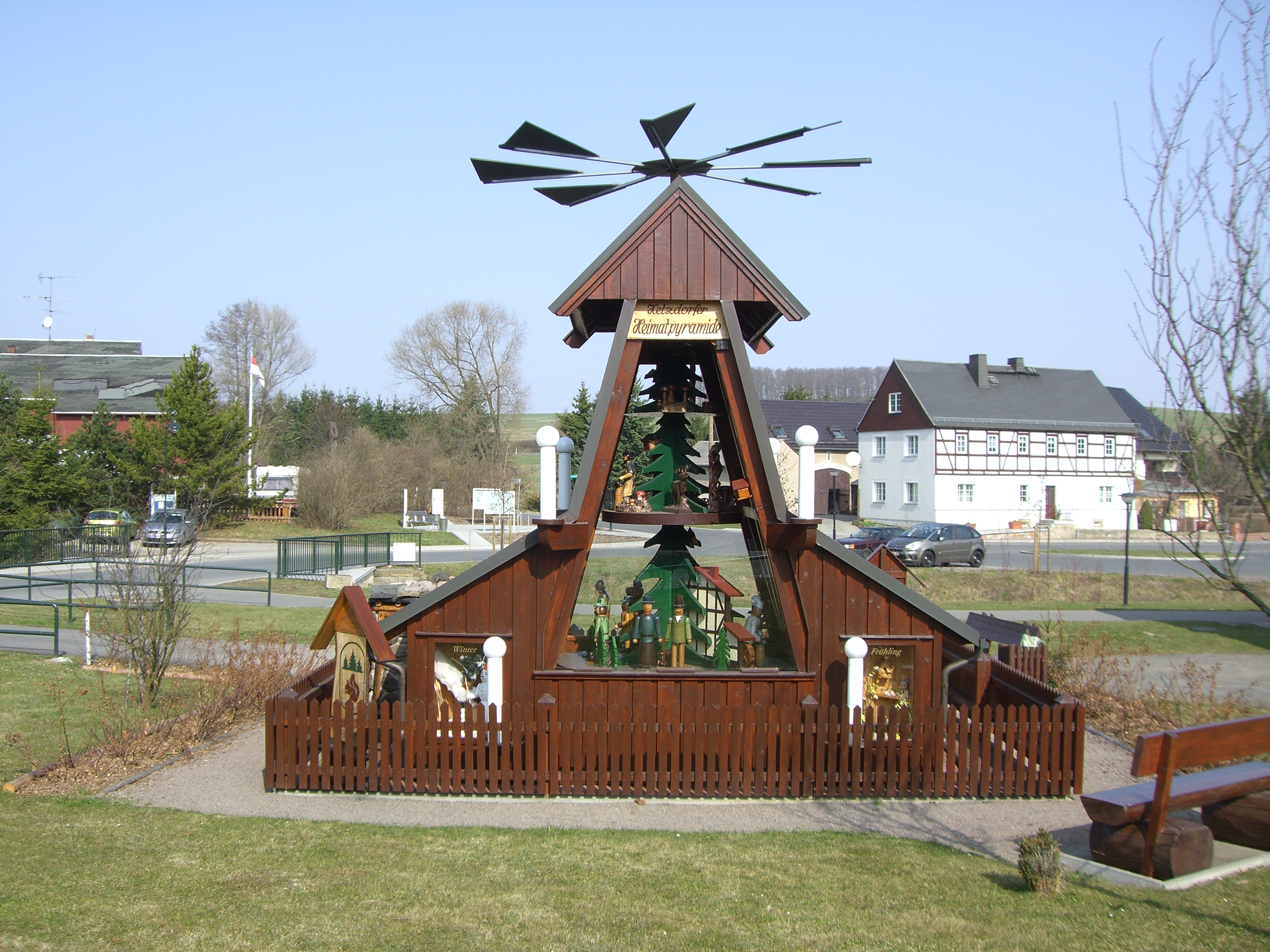
Hetzdorfer Heimatpyramide

## Geografie

### Lage und Verkehr
Hetzdorf liegt zirka 10 km nördlich der Kreisstadt Freiberg zwischen den naheliegenden Orten Niederschöna und Mohorn, grenzt an die nordwestliche Seite des Tharandter Waldes und zieht sich in Ost-West-Richtung bei 350 m ü. NN zur Hochfläche auf 400 m ü. NN hinauf. Der Ortsteil ist an das Netz des öffentlichen Personennahverkehrs angeschlossen und über die B 173 gut aus Richtung Freiberg und Dresden erreichbar. Durch den Ortsteil fließt der Hetzbach, ein Zufluss der Triebisch.
Zur Ortschaft Hetzdorf gehören folgende Gemeindeteile:
- Wüsthetzdorf mit Neuwüsthetzdorf in der westlichen Gemarkung („Schulberg“/„Obere Gasse“/„Bäckergässchen“) ⊙
- Hutha in der nordwestlichen Gemarkung („Mohorner Straße“/„Jägerhorn“ /„Vier Häuser“ /„Haidaer Straße“) ⊙
- Herrndorf nordöstlichen Gemarkung („Am Hetzbach“/„Grundner Straße“/„Sandgasse“) ⊙

### Nachbarorte
| Haida        | Mohorn                                      | Grund       |
| Erlicht      | Kompassrose, die auf Nachbargemeinden zeigt | Grillenburg |
| Niederschöna | Grillenburg                                 | Grillenburg |

## Geschichte
Die erste urkundliche Erwähnung Hetzdorfs bezieht sich auf das 1887 nach Hetzdorf eingemeindete Dorf Wüsthetzdorf. Im Lehnbuch Friedrich des Strengen ist 1349/50 die Ortsbezeichnung „villa Hectilsdorf desolata“ und 1378 „Heczelsdorff vorwüst“ zu finden. Das heutige Hetzdorf entstand südlich von Wüsthetzdorf aus Teilen des früheren Freigutes Niederschöna. Diese Streusiedlung wird ab 1409 erwähnt als Hetzelsdorff, Dorf des Hetzel (Namensform zu Hermann), 1454 als Hezcilsdorff und 1568 als Hetzdorff. Wüsthetzdorf wurde vermutlich im 17./18. Jahrhundert von Herrndorf aus wiederbesiedelt. Die sich nördlich an Wüsthetzdorf anschließende Siedlung Hutha wurde im Zusammenhang mit Erzlieferungen an die Münzstätte Freiberg wahrscheinlich vor 1511 erstmals erwähnt. Ab dem 16. Jahrhundert sind in Hetzdorf Bergbauversuche nachweisbar, die jedoch nicht erfolgreich waren. Der Grubenbetrieb wurde 1871 eingestellt.
Im 18. Jahrhundert lag die Grundherrschaft über Hetzdorf beim Rittergut Krummenhennersdorf, die von Wüsthetzdorf beim Rittergut Reinsberg, die Siedlung Hutha gehörte beiden Rittergütern an. Auf der Flur von Niederschöna entstanden, wurden Hetzdorf, Wüsthetzdorf und Hutha bis ins 19. Jahrhundert in mancher Beziehung als ein Ort angesehen. Gemeinsam mit Niederschöna bildeten sie bis 1836 eine südliche Exklave des kursächsischen bzw. königlich-sächsischen Kreisamts Meißen. Ab 1836 gehörten die vier Orte kurzzeitig zum Kreisamt Freiberg. Ihre Flur trennte wiederum den zum Amt Grillenburg gehörigen Ort Erlicht vom eigentlichen Amt ab, zu dem auch Herrndorf gehörte.
1856 wurden Hetzdorf, Wüsthetzdorf und Hutha dem Gerichtsamt Freiberg und nach Trennung von Justiz und Verwaltung im Jahr 1875 der Amtshauptmannschaft Freiberg angegliedert. Im Jahre 1539 ist Hetzdorf nach Niederschöna gepfarrt. Ab 1930 gehört das Dorf zur Kirchgemeinde Niederschöna-Oberschaar.
In der zweiten Hälfte des 19. Jahrhunderts zählte Hutha gemeinsam mit Erlicht zur Gemeinde Herrndorf. Auf Grund der reizvollen, ruhigen Lage des Ortes direkt am Tharandter Wald, in der Zeit der Romantik als den schönsten Wald Sachsens bezeichnet, entwickelte sich in Hetzdorf schon um 1900 der Tourismus.
Am 1. April 1948 wurde die Gemeinde Herrndorf mit Hutha und Erlicht nach Hetzdorf eingemeindet. Durch die zweite Kreisreform in der DDR kam die Gemeinde Hetzdorf mit ihren Ortsteilen im Jahr 1952 zum Kreis Freiberg im Bezirk Chemnitz (1953 in Bezirk Karl-Marx-Stadt umbenannt), der ab 1990 als sächsischer Landkreis Freiberg fortgeführt wurde und 2008 im Landkreis Mittelsachsen aufging. 1974 erhielt Hetzdorf das Prädikat „Staatlich anerkannter Erholungsort“, welches 2022 nicht mehr erneuert wurde.
Am 1. März 1994 wurde die Gemeinde Hetzdorf mit ihren Ortsteilen nach Niederschöna eingemeindet. Diese Gemeinde wurde wiederum am 1. Januar 2006 nach Halsbrücke eingemeindet. Seitdem bildet Hetzdorf mit Wüsthetzdorf, Neuwüsthetzdorf, Hutha und Herrndorf den Ortsteil „Hetzdorf“, während Erlicht als eigenständiger Ortsteil der Gemeinde Halsbrücke gilt.

### Ortsteile der ehemaligen Gemeinde Hetzdorf

#### Wüsthetzdorf
Die erste Namensnennung 1349/50 als „villa Heczilsdorf desolata“ im vorher erwähnten Lehnbuch Friedrich des Strengen bezieht sich auf den Flurstreifen westlich von Herrendorf. Das Dorf wurde vermutlich im 17./18. Jahrhundert von Herrndorf aus wiederbesiedelt. Ortsteile von Wüsthetzdorf waren Hutha und Neuwüsthetzdorf. Im Jahre 1887 wurde Wüsthetzdorf mit den Ortsteilen Neuwüsthetzdorf und Hutha nach Hetzdorf eingemeindet. Hutha wurde im Zusammenhang mit Erzlieferungen an die Münzstätte Freiberg wahrscheinlich vor 1511 erstmals erwähnt.

#### Herrndorf mit Erlicht
Der ehemalige Ortsteil von Hetzdorf, 1532 erstmals erwähnt als Herndorff, liegt im unteren Teil des vom Hetzbach durchflossenen Tals. Im Jahre 1948 wurde Herrndorf mit dem Ortsteil Erlicht nach Hetzdorf eingemeindet.

### Entwicklung der Einwohnerzahlen
| Jahr | Einwohnerzahl |
| ---- | ------------- |
| 1756 | 56 Häusler    |
| 1834 | 321           |
| 1871 | 485           |
| 1890 | 839           |

| Jahr | Einwohnerzahl |
| ---- | ------------- |
| 1910 | 704           |
| 1925 | 710           |
| 1939 | 704           |
| 1946 | 816           |

| Jahr | Einwohnerzahl |
| ---- | ------------- |
| 1950 | 1240          |
| 1964 | 1109          |
| 1990 | 945           |

1994 erfolgte der Zusammenschluss mit Niederschöna. 2006 wurde die Gemeinde Niederschöna mit Ortsteilen nach Halsbrücke eingemeindet, demzufolge Hetzdorf Ortsteil von Halsbrücke wurde.

## Infrastruktur

### Klinikum am Tharandter Wald
In Hetzdorf befindet sich die 1997 eröffnete, den Ort prägende „Klinik am Tharandter Wald“ – Rehabilitationsklinik für Orthopädie, Unfallchirurgie, Neurologie, Kardiologie/Innere Medizin.

### Ausflugsmöglichkeiten
In Hetzdorf befanden sich einige künstlich angelegte Teiche, die einer früheren Öl- und Walkmühle dienten. Hier wurde später von den Hetzdorfern ein Freibad errichtet. Im Jahre 1995 wurde an dieser Stelle das solar beheizbare Freizeit- und Erlebnisbad „Sumpfmühle“ eröffnet.
Am Rande des Tharandter Waldes, direkt am Bad befindet sich auch die Ausflugsgaststätte Hotel und Pension „Sumpfmühle“. Die Sumpfmühle erwarb 1968 der frühere VEB Narva Brand-Erbisdorf und baute sie zu einem Kultur- und Bildungszentrum mit öffentlicher Gaststätte um.
Unmittelbar am Wald steht das Waldhotel und Restaurant „Bergschlößchen“. Das neugestaltete Hotel war vorher Gaststätte und Ferienheim des früheren Kombinates Robotron Dresden.
Außerdem laden der Rastplatz im Ruppertbruch, ein Naturlehrpfad und die Terrainkurwege der örtlichen Klinik, zu einem Ausflug durch den Tharandter Wald bei Hetzdorf ein.

### Sehenswürdigkeiten
Südlich des Orts wurden 1983 im Glasergrund (Gemarkung Grillenburg) die Reste mittelalterlicher Glasschmelzplätze zur Herstellung von Rohglas (Waldglas) mit Keramikfunden aus dem 13. Jahrhundert nachgewiesen, die heute ein Lehrpfad im Tharandter Wald erschließt.
Die unweit vom Originalstandort an der B 173 in Hutha wiederentdeckte Jagdsäule zur Erinnerung an ein Jagdereignis unter Kurfürst Friedrich August II. von 1738 wurde zusammen mit historischen Forstgrenzsteinen aus dem 16. bis 19. Jahrhundert nahe Hetzdorf, an der Schneise 21, auf der Gemarkung Grillenburg im Tharandter Wald neu aufgestellt. Der älteste dort aufgestellte kursächsische Grenzstein von 1555 zeugt vom Erlass der ersten Forstordnung 1543 durch den Herzog und späteren Kurfürsten Moritz von Sachsen.

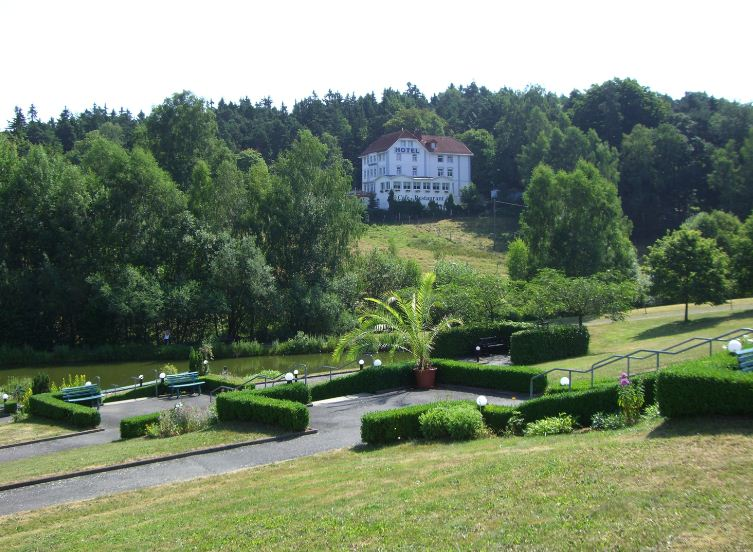
Blick von der Reha-Klinik Am Tharandter Wald zum Hotel Bergschlößchen
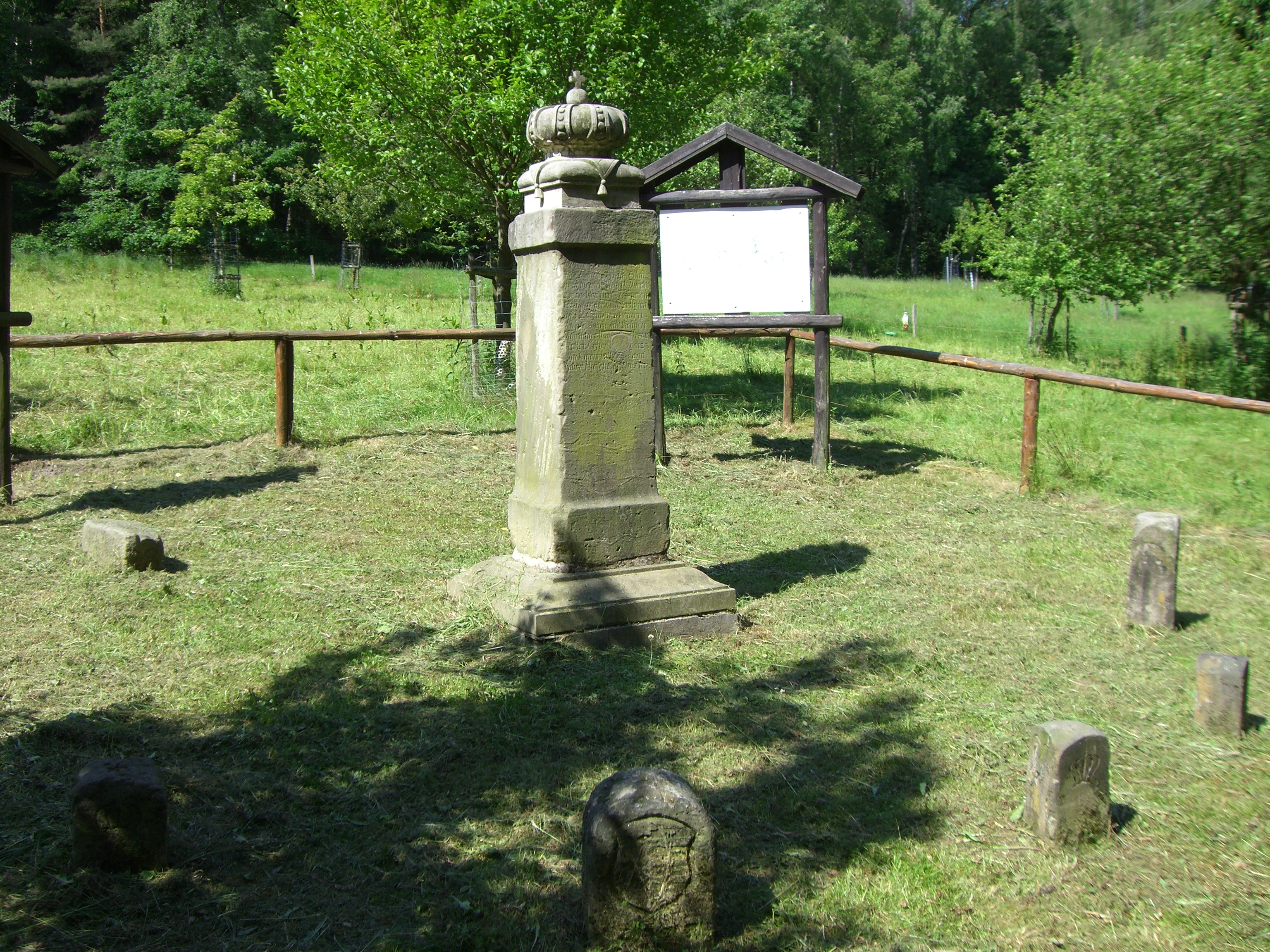
Jagdsäule und historische Forstgrenzsteine an der Schneise 21 im Tharandter Wald, Gemarkung Grillenburg
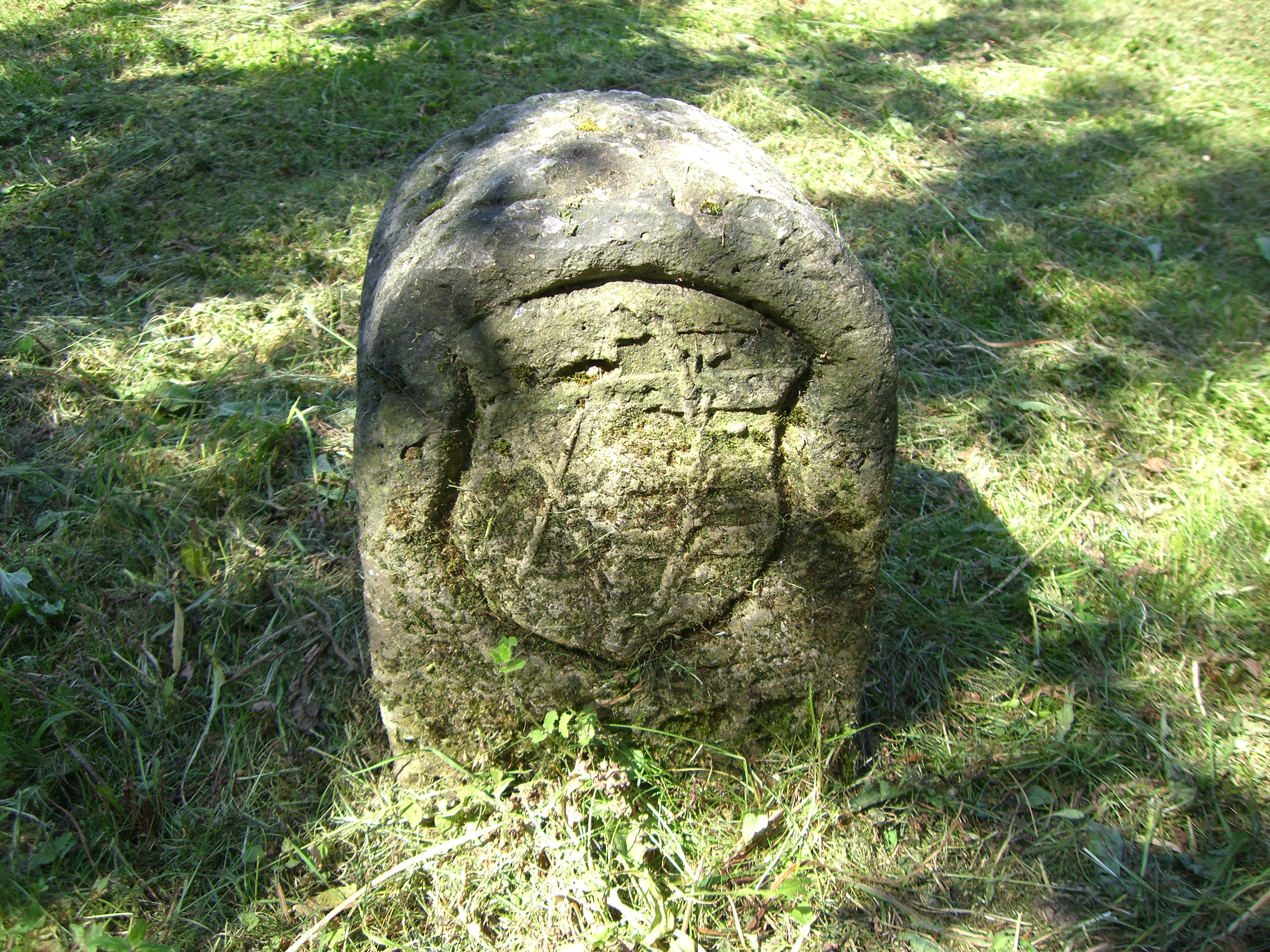
Forstgrenzstein von 1555 mit kursächsischem Wappenschild neben der Jagdsäule
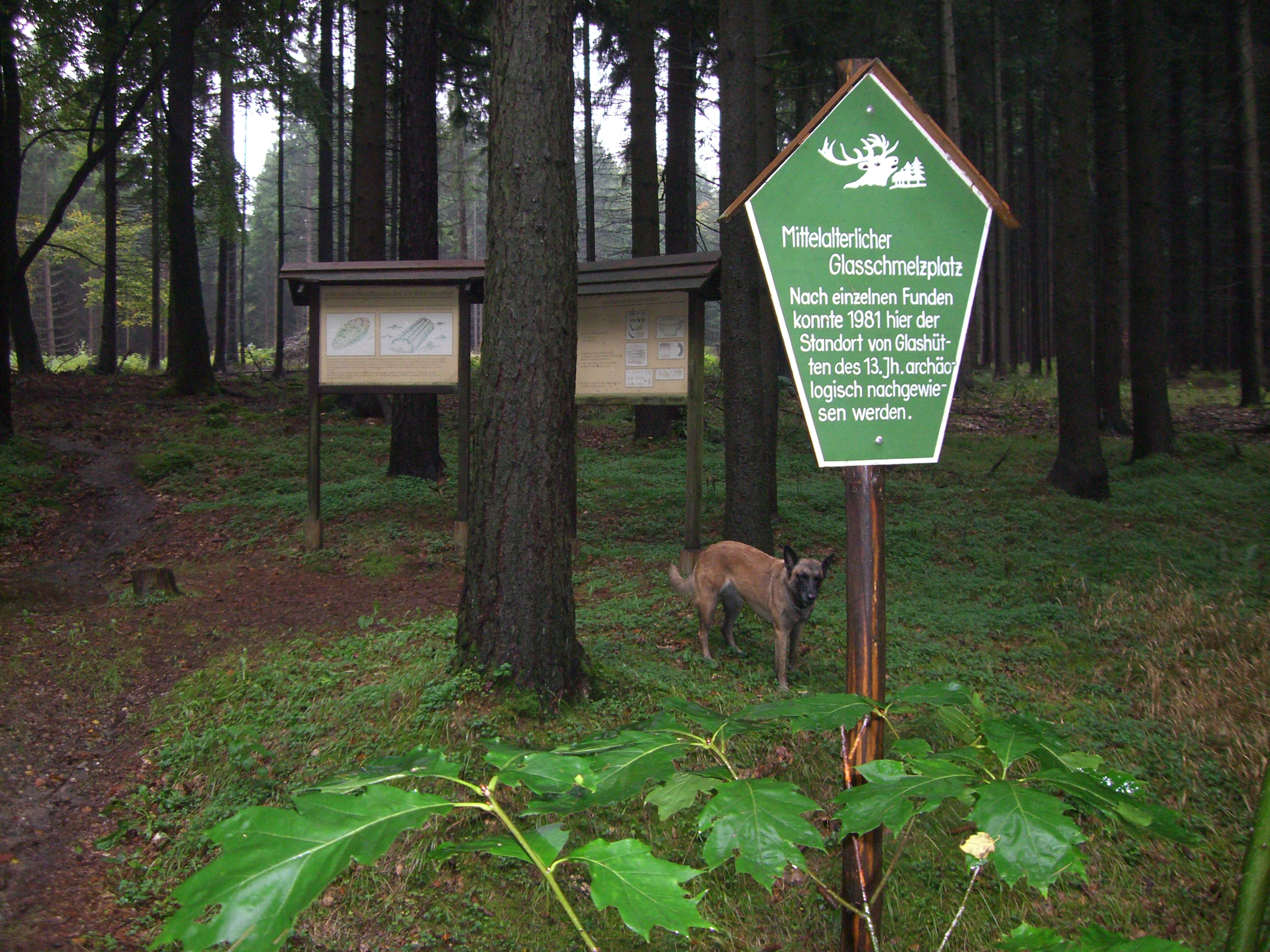
Mittelalterlicher Glasschmelzplatz am Flügel Jägerhorn im Tharandter Wald, Gemarkung Grillenburg